# Shapsúgskaya
Shapsúgskaya (del ruso: Шапсугская) es una stanitsa del raión de Abinsk del krai de Krasnodar en el sur de Rusia. Está situada en la confluencia de tres ríos (Abin, Adegoi y Shaparka), 14 kilómetros al sudoeste de Abinsk y 81 km al suroeste de Krasnodar, la capital del krai. Tenía 459 habitantes en 2010.
Pertenece al municipio Abínskoye.

## Historia
El área en el que se encuentra la localidad era habitada por la subetnia adigué shapsug, de cuya cultura han sobrevivido en la zona varios dólmenes y estructuras sepulcrales. 
La localidad fue fundada por Alekséi Veliamínov en 1834 como fuerte Nikoláyevskoye. El 1 de junio de 1863 recibió la inmigración de cosacos del mar Negro, siendo designada stanitsa con el nombre actual. En ese período se construyó la escuela en cuyo patio en 1913 se erigió un monumento a los cincuenta años de la stanitsa. En la década de 2000 se ha desarrollado el turismo debido a los hallazgos de restos de la cultura shapsug.